# Zoran Jovanovski
Pour les articles homonymes, voir Jovanovski.
Zoran Jovanovski, né le 21 août 1972, est un footballeur macédonien, qui joue au poste de défenseur.

## Biographie
De 2003 à 2007, il joue avec le Rabotnički Kometal Skopje.
Il fait ses débuts en équipe nationale macédonienne en 1993. Avec cette équipe il dispute 30 matchs et marque 1 but. Il achève sa carrière internationale en 2001.